# Slovenska polka in valček
Slovenska polka in valček je glasbeni festival, ki ga organizira Razvedrilni program Televizije Slovenija. Velja za enega najpomembnejših festivalov narodnozabavne glasbe v Sloveniji. Prvi festival je bil izveden leta 1995, od takrat pa je potekal vsako leto z izjemo let 2013 in 2018. Zadnja leta poteka v mesecu aprilu, izjema je bilo leto 2014, ko je potekal v januarju, potem ko ga leto pred tem sploh ni bilo.
Za razliko od nekaterih drugih večjih festivalov, kot so tisti v Števerjanu, na Vurberku, Ptuju in Graški Gori, ki so predvajani na prvem programu RTV Slovenija v posnetku, je festival Slovenska polka in valček predvajan v živo, saj zmagovalno polko in valček leta izberejo gledalci s telefonskim glasovanjem. Na nekaterih izvedbah festivala so najprej izglasovali zmagovalno polko in valček, čemur je sledilo še eno petminutno glasovanje, v katerem so gledalci izmed njiju izbrali zmagovalko celotnega festivala. Posebno nagrado podeli tudi strokovna žirija. V preteklosti so med drugim podeljevali tudi nagrade za najboljše besedilo, najboljši kvintet in najboljši trio.
Nastopajoče na festivalu izmed vseh prijavljenih izbere strokovna komisija, in sicer 6 polk in 6 valčkov ter po eno rezervo za vsako kategorijo.

## Voditelji
V zgodovini festivala Slovenska polka in valček se je zvrstilo veliko različnih voditeljev, nekateri so prireditev odvodili večkrat. Med njimi so bili: Barbara Novljan, Franc Pestotnik, Smilja Baranja, Petra Debelak, Jože Galič, Natalija Verboten, Andrej Hofer, Maja Šumej, Braco Koren, Boris Kopitar, Magdalena Kropiunig, Matej Recer, Lučka Počkaj in Nataša Tič Ralijan. Festival od leta 2015 vodita voditelja oddaje Slovenski pozdrav, Blaž Švab (član ansambla Modrijani) in Darja Gajšek (članica ansambla Štrajk).

## Prizorišča
Festival Slovenska polka in valček se je nekaj let prirejal v Ljubljani, v Studiu 1 Televizije Slovenija je dolga leta gostoval do leta 2009. Leto pozneje se je odvil v Marmorni dvorani Gospodarskega razstavišča, leta 2011 pa se je vrnil v Studio 1. Leta 2012 se je odvil v Domu kulture Velenje. Festival 2013/2014 je bil izveden na Avsenikovi domačiji na Begunjah na Gorenjskem, festivali 2015, 2016 in 2017 pa v Večnamenski športni dvorani Podčetrtek. Festival 2019 je bil organiziran v Poletnem gledališču Studenec.

## Zmagovalci
Vsi zmagovalci od prvega festivala naprej:
| #   | Leto      | Zmagovalna polka           | Zmagovalna polka               | Zmagovalni valček            | Zmagovalni valček          |
| --- | --------- | -------------------------- | ------------------------------ | ---------------------------- | -------------------------- |
| 1.  | 1995      | Ansambel Ptujskih 5        | »Pa brez zamere«               | Ansambel Štajerskih 7        | »Ranjeno srce«             |
| 2.  | 1996      | Ansambel Slovenija         | »Čestitka naj odmeva«          | Ansambel Štajerskih 7        | »Pesem zvonov«             |
| 3.  | 1997      | Ansambel Slovenski kvintet | »Slovenska polka«              | Ansambel Ekart               | »Ptičica«                  |
| 4.  | 1998      | Ansambel Frajkinclari      | »Kdor je srečen, je lep«       | Ansambel Igor in zlati zvoki | »Zlatolaska«               |
| 5.  | 1999      | Ansambel Primorski fantje  | »Karamela«                     | Ansambel Petra Finka         | »Rada bi še plesala«       |
| 6.  | 2000      | Kvintet Dori               | »Avto moj ne ve«               | Skupina Čuki                 | »Kraljestvo naše sreče«    |
| 7.  | 2001      | Ansambel Vita              | »Kokode polka«                 | Ansambel Mladi Dolenjci      | »Brez otroških oči«        |
| 8.  | 2002      | Ansambel Vitezi Celjski    | »Le objeta isto misliva«       | Ansambel Vrisk               | »Preveč je belih rož«      |
| 9.  | 2003      | Ansambel Vesele Štajerke   | »Sreča se vrne«                | Ansambel Modrijani           | »Ajda na polju«            |
| 10. | 2004      | Ansambel Navihanke         | »Miši se bojim«                | Ansambel Modrijani           | »Neskončno zaljubljena«    |
| 11. | 2005      | Ansambel Mladi Dolenjci    | »Očka bom postal«              | Ansambel Korenine            | »Vrnil se bo«              |
| 12. | 2006      | Ansambel Zlati muzikanti   | »Iskal sem in našel«           | Ansambel Storžič             | »Rad bi iskal«             |
| 13. | 2007      | Ansambel Bum               | »Jaz nisem taka«               | Ansambel Spev                | »Edino upanje«             |
| 14. | 2008      | Ansambel Tapravih 6        | »Iz oči v oči«                 | Ansambel Modrijani           | »Pusti mi pesmi«           |
| 15. | 2009      | Ansambel Golte             | »Če te luna nosi«              | Ansambel Roka Žlindre        | »Del srca«                 |
| 16. | 2010      | Ansambel Novi spomini      | »Fičfirič«                     | Ansambel Iskrice             | »Sedem let sva se ljubila« |
| 17. | 2011      | Skupina Gadi               | »Poslovni oglas«               | Ansambel Golte               | »Nocoj prižgi mi luč«      |
| 18. | 2012      | Ansambel Navihanke         | »Pokaži mi, da me imaš še rad« | Ansambel Pogum               | »Nocoj boš spet sama«      |
| 19. | 2013/2014 | Ansambel Tapravi faloti    | »Skrivnostno dekle«            | Ansambel Nemir               | »Na lepih prtičkih«        |
| 20. | 2015      | Ansambel Ognjeni muzikanti | »Našel te bom«                 | Ansambel Vikend              | »Sin«                      |
| 21. | 2016      | Ansambel Veseli Dolenjci   | »Pazi se na morju«             | Ansambel Naveza              | »Če lahko bi me slišala«   |
| 22. | 2017      | Ansambel Storžič           | »Ta nagajivi čas«              | Ansambel Glas                | »Kdor srcu sledi«          |
| 23. | 2019      | Ansambel Vera in Originali | »Srčen - trčen«                | Ansambel Vražji muzikanti    | »Misel nate ne zaspi«      |
| 24. | 2020      | Ansambel Raubarji          | »Tako posebna«                 | Ansambel Veseli svatje       | »Zakaj si pustil me?«      |

## Ostali nagrajenci
Skozi leta se je način izbire zmagovalne polke in valčka spreminjal, spreminjala pa se je tudi vloga strokovne komisije, ki je na različnih izvedbah festivala podelila različne nagrade. V preteklosti so bili tako nagrajeni:
| #   | Leto | Nagrada                               | Nagrajenec                                 | Skladba                     |
| --- | ---- | ------------------------------------- | ------------------------------------------ | --------------------------- |
| 8.  | 2002 | najboljša skladba festivala v celoti  | Ansambel Storžič                           | »V Bohin' 'ma d'ž ta mvade« |
| 10. | 2004 | najboljša skladba festivala v celoti  | Ansambel Gregorji                          | »Kaj bi vam pravil«         |
| 12. | 2006 | najboljša skladba po izboru občinstva | Ansambel Modrijani                         | »Tvoje solze me bolijo«     |
| 12. | 2006 | najboljša izvedba                     | Ansambel Vrisk                             | »Moja lepa Belokranjka«     |
| 12. | 2006 | najboljše besedilo                    | Matej Kocjančič                            | »Kulk s' lejpa«             |
| 16. | 2010 | najboljše besedilo                    | Majda Rebernik                             | »Vem, da nisem sama«        |
| 16. | 2010 | najboljši trio                        | Ansambel Novi spomini                      | »Fičfirič«                  |
| 16. | 2010 | najboljši kvintet                     | Ansambel Donačka                           | »Vem, da nisem sama«        |
| 17. | 2011 | najboljše besedilo                    | Majda Rebernik                             | »Zaprla bom vrata za seboj« |
| 17. | 2011 | najboljši trio                        | Ansambel Iskrice                           | »Lepa je mladost«           |
| 17. | 2011 | najboljši kvintet                     | Kvintet Dori in Oto Pestner                | »Cvetje v poletju«          |
| 18. | 2012 | najboljša melodija                    | Ansambel Pajdaši                           | »Otroški nasmeh«            |
| 18. | 2012 | najboljša priredba                    | Ansambel Pajdaši                           | »Otroški nasmeh«            |
| 18. | 2012 | najboljša izvedba                     | Ansambel Pajdaši                           | »Otroški nasmeh«            |
| 18. | 2012 | najboljše besedilo                    | Vili Bertok                                | »Fejst bukova generacija«   |
| 20. | 2015 | najboljša skladba festivala v celoti  | Ansambel Vikend                            | »Sin«                       |
| 21. | 2016 | najboljša skladba festivala v celoti  | Ansambel Sekstakord                        | »V srcu si«                 |
| 22. | 2017 | najboljša skladba festivala v celoti  | Ansambel Ognjeni muzikanti in Tjaša Hrovat | »Če bi bil danes«           |
| 24. | 2020 | najboljši ansambel nove generacije    | Ansambel Raubarji                          | »Tako posebna«              |